# Senecio pauciradiatus
Senecio pauciradiatus là một loài thực vật có hoa trong họ Cúc. Loài này được Belcher miêu tả khoa học đầu tiên năm 1992.